# أكاسيد الكربون
أكسيد الكربون (أو أوكسوكربون) هو مركب كيميائي يتكون فقط من الكربون والأكسجين. إن أبسط أكاسيد الكربون وأكثرها شيوعاً هما مركبا أحادي أكسيد الكربون CO وثنائي أكسيد الكربون CO2. هناك أكاسيد أخرى مستقرة أو شبه مستقرة، ولكن من النادر أن تصادف في الحياة اليومية مثل تحت أكسيد الكربون (C3O2 أو O=C=C=C=O) أو أنهيدريد الميليتيك (C12O9)
|  |                        |  |                         |  |                        |  |                          |
|  | CO أحادي أكسيد الكربون |  | CO2 ثنائي أكسيد الكربون |  | C3O2 تحت أكسيد الكربون |  | C12O9 أنهيدريد الميليتيك |

حضر الكثير من أكاسيد الكربون الأخرى وذلك منذ ستينيات القرن العشرين، ولكن أغلبها غير مستقر، ولا يمكن عزله، إنما اكتشف فقط في الطور الغازي داخل الأجهزة التحليلية. من جهة أخرى توجد هناك أكاسيد مستقرة مثل أكسيد الغرافيت وأكاسيد أخرى ذات بنية مبلمرة.